# (33374) 1999 CE2
1999 CE2 (asteroide 33374) é um asteroide da cintura principal. Possui uma excentricidade de 0.12806570 e uma inclinação de 2.01584º.
Este asteroide foi descoberto no dia 6 de fevereiro de 1999 por Korado Korlević em Visnjan.